# Von Strokirch
Strokich, von Strokirch eller nystavat Strokirk är namn som burits av en ursprungligen tysk släkt som är etablerad i Sverige sedan 1600-talet, där olika grenar i flera omgångar blivit adlade. Oberoende av stavning är det svenska uttalet [Strotjirk].
Den 31 december 2022 var följande antal personer folkbokförda i Sverige med namnen
- von Strokich 24
- Strokirk 48

Tillsammans blir detta 72 personer.

## Historik
Namnet kommer av ortnamnet Strokirchen i nuvarande Mecklenburg-Vorpommern, där det i formen Strokerken använts som efternamn sedan 1300-talet. Det finns idag två platser i Mecklenburg-Vorpommern med namnet Strohkirchen, kommunen Strohkirchen med 306 invånae 2022 och en del av kommunen Bernstorf med 376 invånare vid samma tid. Det är inte klart från vilken av dessa platser som den svenska släkten har sitt namn. 
Till Sverige kom släkten genom två kusiner, Michael och Ewert Strokirch,  bägge från Lübeck. Nedan behandlas endast Michaels släkt, som idag fortlever som adelsätten von Strokirch (nr 1233). Ewerts släkt, som är ofrälse, skriver sitt namn Strokirk och behandlas under detta namn. 
Michael Strokirch (född 1651) anges först ha varit skeppsredare i Lübeck, sedan handlande i Åbo och slutligen i Stockholm, där han gifte sig med Margareta Hansdotter (von Ridderhusen), dotter till riddarhussekreteraren Hans Larsson, senare adlad med namnet von Ridderhusen.
Deras fyra söner Lorentz, Johan, Michael (den yngre) och Paul var alla verksamma i statsförvaltningen och adlades men vid tre olika tillfällen och introducerades på Riddarhuset som tre olika ätter. Bland deras efterkommande har två grenar fått friherrlig värdighet. Dessa är utslocknade liksom två av de adliga grenarna.
Tredje sonen Michael Strokirch (den yngre) adlades 1684 med namnet von Strokirch och introducerades 1586 på nummer 1059. Han ägde gods i Livland, och släkten fortlevde där efter freden i Nystad 1721, då Livland blev ryskt. Släkten utslocknade på svärdssidan 1825 med den först adlades sonson, som var ryttmästare i rysk tjänst. Denna ätt har även varit inskriven på Riddarhuset i Riga.
Den äldste brodern Lorentz Strokirch adlades 1686 med namnet Strokirchch introducerades samma år på nummer 1082. Hans son Johan Anders gjorde militär karriär och slutade som överste i armén. Johan Anders upphöjdes till friherre och introducerades på nummer 239. Johan Anders var den siste av den adliga ätten nummer 1082 som utgick med honom. En ogift son till Johan Anders slöt 1789 den friherrliga ätten.
De återstående bröderna Johan Strokirch och Paul Strokirch  adlades 1691 med namnet von Strokirchoch introducerades 1693 på nummer 1233. Paul von Strokirch som var tullöverinspektör vid sjötullen i Riga, avled 1710 i pesten jämte sin hustru och son och slöt därmed själv sin ättegren. Johan von Strokirchs gren fortlever i Sverige.
Henning Adolph von Strokirch som var sonsons son till ovan nämnde Johan von Strokirch, var en framstående jurist och upphöjdes 1815 till friherre och introducerades samma år på nummer 349. Friherrevärdigheten tilldelades enligt § 37 av Regeringsformen 1809 och omfattade endast ättens huvudman. Ättegrenen utgick med Henning Adolphs son Johan Herman von Strokirch, som avled barnlös 1841.

## Personer med efternamnet von Strokirch
- Carl Jakob von Strokirch (1753–1800), häradshövding och lagman
- Carl Michael von Strokirch (1702–1776), radikalpietist och förkämpe för religionsfrihet
- Einar von Strokirch (1879–1932), tecknare, grafiker och författare
- Fredrik von Strokirch (1824–1903), lanthushållare och riksdagsman
- Henning Adolph von Strokirch (1757–1826), jurist och ämbetsman
- Johan von Strokirch – flera personer
  - Johan von Strokirch (advokatfiskal) (1741–1799), advokatfiskal, tillförordnad landshövding
  - Johan von Strokirch (hovrättsråd) (1708–1782)
  - Johan Herman von Strokirch (1789–1841), lagman
- Lena Westman-von Strokirch (född 1936), målare
- Svante von Strokirch (född 1936), målare

## Släktträd, äldre del (urval)
- Joakim Strokerken den äldre
  - Joakim Strokerken, borgare i Lübeck
    - Michael Strokirch (död 1651), skeppsredare i Lübeck, handlande i Åbo och Stockholm (ofrälse)
      - Lorentz Strokirch (1643–1725), överkrigskommissarie, adlad 1686 (nr 1082)
        - Johan Anders Strokirch (1683–1761), överste, friherre (nr 129)

      - Johan von Strokirch (assessor) (1645–1719) assessor i kammarrevisionen, adlad 1691 (nr 1233)[3] TAB 1
        - Johan von Strokirch  (häradshövding) (1675–1724), häradshövding [3] TAB 2
          - Johan von Strokirch (hovrättsråd) (1708–1782), hovrättsråd [3] TAB 3
            - Johan von Strokirch (advokatfiskal) (1741–1799) advokatfiskal, tillförordnad landshövding [3] TAB 4
            - Bengt von Strokirch (1748–1817), kapten stamfar till den fortlevande släktgrenen [3] TAB 6
            - Carl Jakob von Strokirch (1753–1800), häradshövding och lagman
            - Henning Adolph von Strokirch (1757–1826), president, justitieråd friherre[3] TAB 11
              - Johan Herman von Strokirch (1789–1841), jurist, friherre[3] TAB 11

      - Michael von Strokirch (den yngre) (1649–1723), ekonomiståthållare, adlad 1684 (nr 1059)
        - Carl Michael von Strokirch (1702–1776), radikalpietist

      - Paul von Strokirch (1751–1710), tullöverinspektör, adlad 1691 (n 1233)

  - Hans Strokerken, vågmästare i Lübeck
    - Ewert Strokirch (1608–1689), borgmästare i Filipstad, stamfar till den ofrälse släkten Strokirk.